# Rysunek techniczny maszynowy

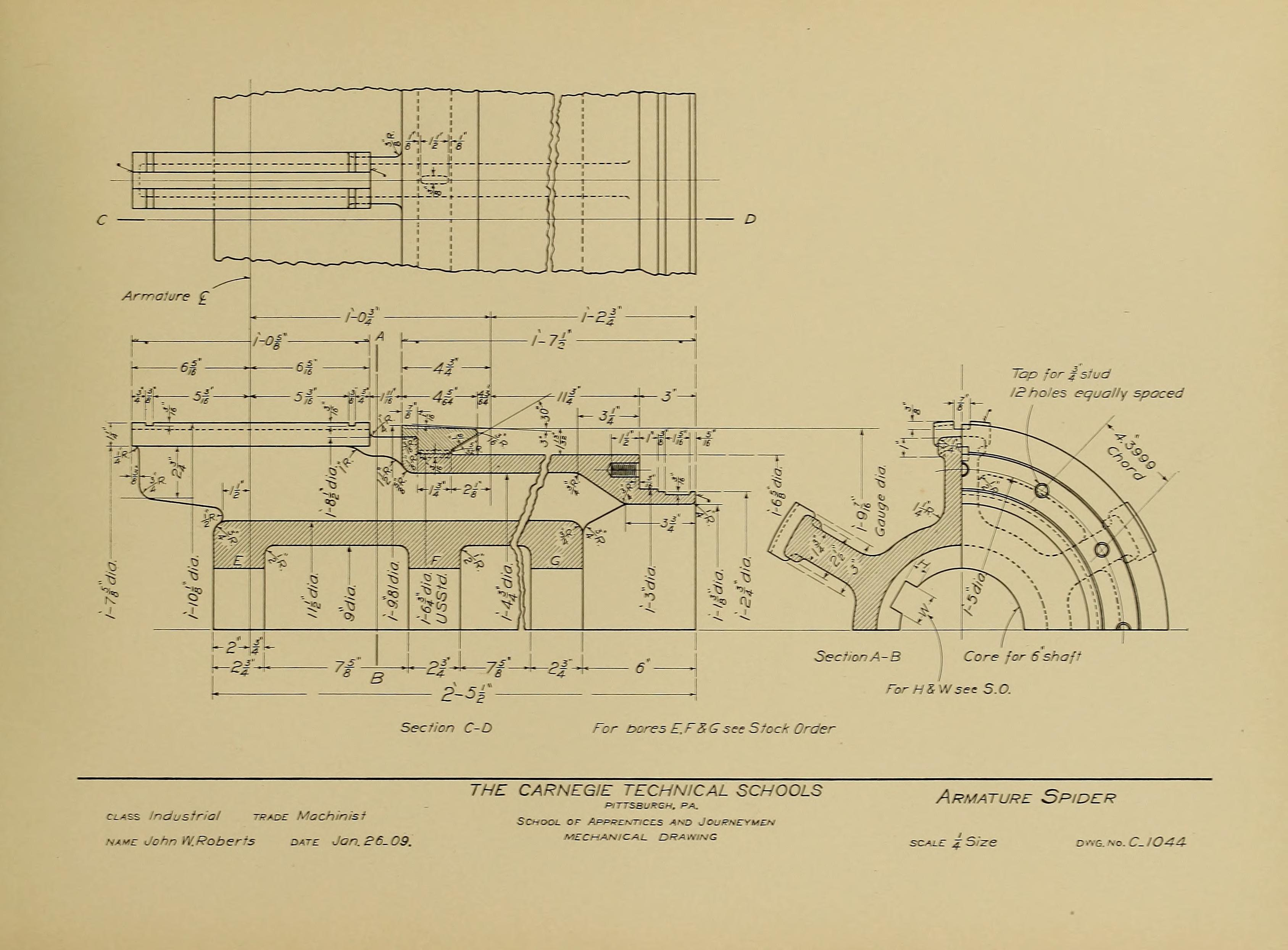
Rysunek techniczny maszynowy, ilustracja z książki do nauki tegoż, 1909 r.

Rysunek techniczny maszynowy – konwencja graficznego przedstawiania urządzeń mechanicznych, szczególny przypadek rysunku technicznego.
Konwencja rysunku technicznego maszynowego dostarcza szeregu reguł, których stosowanie jest konieczne w celu łatwego czytania rysunku oraz komplementarności informacji w nim zawartych.

## Podstawowe zasady rysunku technicznego maszynowego

### Format arkusza
W rysunku technicznym maszynowym stosuje się standardowe i pochodne wymiary arkuszy papieru.
| Arkusz | Rozmiar wysokość × szerokość [mm] |
| ------ | --------------------------------- |
| A0     | 1189 × 841                        |
| A1     | 841 × 594                         |
| A2     | 594 × 420                         |
| A3     | 420 × 297                         |
| A4     | 297 × 210                         |
| A5     | 210 × 148                         |

| Krotność | A0                        | A1         | A2         | A3         | A4         |
| -------- | ------------------------- | ---------- | ---------- | ---------- | ---------- |
| Krotność | wysokość × szerokość [mm] |            |            |            |            |
| 2        | 1189 × 1682               |            |            |            |            |
| 3        | 1189 × 2523               | 841 × 1783 | 594 × 1261 | 420 × 891  | 297 × 630  |
| 4        |                           | 841 × 2378 | 594 × 1682 | 420 × 1189 | 297 × 841  |
| 5        |                           |            | 594 × 2102 | 420 × 1486 | 297 × 1051 |
| 6        |                           |            |            | 420 × 1783 | 297 × 1261 |
| 7        |                           |            |            | 420 × 2080 | 297 × 1471 |
| 8        |                           |            |            |            | 297 × 1682 |
| 9        |                           |            |            |            | 297 × 1892 |

Zwykle tylko część obszaru arkusza wypełniona jest przez rysunek. Zawsze pozostawia się pewien margines. Część rysunku zajmuje tabelka rysunkowa podająca podstawowe informacje o rysunku – tytuł, numer podziałki; o projekcie, osobach projektujących i kreślących, o zmianach dokonanych na rysunku itp.

### Standardowe podziałki rysunkowe
Podziałka rysunkowa jest to liczbowy stosunek wymiarów liniowych przedstawionych na rysunku do rzeczywistych wymiarów przedmiotu.
W rysunku technicznym maszynowym stosuje się podziałki rysunkowe zgodne z normą PN-80/N-01610, tj.:
- zwiększające 50:1, 20:1, 10:1, 5:1, 2:1
- naturalną 1:1
- zmniejszające 1:2, 1:5, 1:10, 1:20, 1:50 itd.

Dopuszcza się stosowanie podziałek pośrednich oraz rozszerzenie skali przez podziałki będące wielokrotnością 10.
W rysunku technicznym wyróżnia się podziałkę główną (wpisywaną do tabliczki rysunkowej) oraz podziałki pomocnicze pisanymi nad szczegółami przestawianymi w innej podziałce niż główna.

### Linie rysunkowe
W rysunku technicznym maszynowym stosuje się linie cienkie, grube i bardzo grube. Linia cienka ma 1/3 grubości linii grubej. W epoce rysunku ręcznego zróżnicowania grubości linii dokonywało się, stosując ołówki o różnej twardości lub różne piórka tuszowe. Współczesne systemy komputerowego wspomagania projektowania dają możliwości dokładnego określania grubości linii.
| Typ linii   | Grubość      | Zastosowanie |
| ----------- | ------------ | --- |
| ciągła      | bardzo gruba | połączenia lutowane i klejone linie wykresowe |
| ciągła      | gruba        | widoczne krawędzie i wyraźne zarysy przedmiotów w widokach i przekrojach zarysy kładów przesuniętych krótkie kreski oznaczające końce śladów płaszczyzn przekrojów i miejsca załamania tych płaszczyzn zarysy powierzchni obrabianych na rysunku operacyjnym i zabiegowym linie obramowania arkuszy linie wykresowe |
| ciągła      | cienka       | linie wymiarowe pomocnicze linie wymiarowe inne linie pomocnicze np. linie odniesienia zarysy kładów miejscowych kreskowanie przekrojów zarysy rdzeni gwintów, linie den rowków w wałkach wielowypustowych oraz linie den wrębów kół zębatych, ślimaków i innych przedmiotów mających szereg powtarzających się regularnie wgłębień osie kół o średnicy ⩽ 12 mm oraz innych osi przedmiotów o wymiarze a ⩽ 12 mm linie przenikania w miejscach łagodnie zaokrąglonych przejść z jednej powierzchni w drugą zarysy powierzchni nie obrabianych na rysunkach operacyjnych i zabiegowych znaki chropowatości ramki oznaczeń tolerancji kształtu i położeń zarysy przedmiotów przyległych, dorysowanych dla celów orientacyjnych linie wykresowe |
| kreskowa    | cienka       | zarysy i krawędzie niewidoczne |
| punktowa    | gruba        | powierzchnie powlekane |
| punktowa    | cienka       | osie symetrii i śladów płaszczyzn symetrii osie okręgów o średnicach ponad 12 mm oraz innych osi przedmiotów o wymiarze a > 12 mm |
| dwupunktowa | cienka       | skrajne położenia elementów ruchomych wyfrezowane krawędzie |
| falista¹    | cienka       | urwania i przerwania obiektów |
| zygzakowa   | cienka       | urwania i przerwania obiektów |

Typy linii w rysunku technicznym maszynowym:
1. Linia ciągła
2. Linia kreskowa
3. Linia punktowa
4. Linia dwupunktowa
5. Linia falista
6. Linia zygzakowa

¹ – linia falista używana była przy rysunku odręcznym i straciła na znaczeniu wraz z wprowadzeniem systemów komputerowego wspomagania projektowania.

### Kolor w rysunku technicznym
Tradycyjny rysunek techniczny używał wyłącznie koloru czarnego lub ciemnoszarego (ołówkowego). Współczesne systemy komputerowego wspomagania projektowania w połączeniu z nowoczesnymi drukarkami i ploterami pozwalają używać koloru. Ze względu jednak na trudności w powielaniu rysunków kolorowych, częściej używa się różnych stopni szarości. Kolor oraz stopnie szarości znacznie polepszają wartości prezentacyjne rysunku technicznego oraz zwiększają jego czytelność.

### Pismo techniczne
Znormalizowane pismo łacińskie, proste lub pochyłe. Istnieją dwa rodzaje pisma typ A i typ B.
Dokumentacja techniczna wyrobu – Pismo
Część 0 – Zasady ogólne – Norma PN-EN ISO 3098-0:2002
Część 2 – Alfabet łaciński, cyfry i znaki – Norma PN-EN ISO 3098-2:2002.

### Rozmieszczanie rzutów na arkuszu
Obiekty obrazowane przez rysunek techniczny maszynowy mają skomplikowane kształty i wymagają pokazania ich z różnych kierunków. Służy do tego rzutowanie prostokątne opisane w normie PN-78/N-01608. Rysunek poniżej pokazuje wszystkie rzuty przykładowego elementu. W razie potrzeby rzut z tyłu (na rysunku najbardziej na prawo) można rysować po lewej stronie.

|                                                 |                                                  |
| Rzutowanie prostokątne w konwencji europejskiej | Rzutowanie prostokątne w konwencji amerykańskiej |

Obiekty w rzutach aksonometycznych, sporządza się do rysunków poglądowych (materiały szkoleniowe) oraz niekiedy w rysunku technicznym maszynowym jako rysunek pomocniczy ułatwiający odczytanie bardzo złożonych obiektów.

### Widoki, przekroje, kłady
Dla elementów osiowo symetrycznych stosuje się półwidoki, półprzekroje, ćwierćwidoki, ćwierćprzekroje lub półwidoki-półprzekroje. Przy rysowaniu półwidoku-półprzekroju należy pamiętać, że część z przekrojem powinna znajdować się na dole lub z prawej strony osi. Przy rysowaniu półwidoków, półprzekrojów itp. końce osi przekreśla się dwiema prostopadłymi liniami cienkimi o długości min. 3,5 mm.

Półprzekrój

W celu pokazania szczegółów elementów bardzo często obok widoków pokazuje się przekroje. Przekrój przedstawia wewnętrzną budowę elementu lub zespołu. Przekrój uzyskuje się przecinając element wyobrażoną płaszczyzną lub szeregiem połączonych ze sobą płaszczyzn. Płaszczyznę lub płaszczyzny przekroju pokazuje się na rysunku widoku lub innym przekroju, zaznaczając brzegi płaszczyzn liniami bardzo grubymi. Najbardziej zewnętrzne brzegi oznacza się wielkimi literami, poczynając od A, które są odsyłaczami do odpowiedniego przekroju. Strzałka obok litery oznacza kierunek, z którego przekrój się ogląda. Przekrój może być umieszczony na tym lub oddzielnym arkuszu papieru co widok.
Elementy przecięte kreskuje się, stosując odpowiednie kreskowanie w zależności od materiału, z którego mają być wykonane. Konwencjonalnie nie przecina się (w przekroju zespołu pokazuje się je jako widok) takich elementów jak: śruby, wały, wpusty itp.
W wielu przypadkach konieczne jest pokazanie fragmentu elementu lub urządzenia w innej podziałce niż reszta rysunku, np. w celu uwypuklenia pewnych szczegółów, które gubią się w ogólnym rysunku. Obszar powiększony oznacza się okręgiem i nazywa wielką literą, która identyfikuje detal, który może być umieszczony na tym samym lub innym arkuszu papieru.

Przekrój i detal

### Przerwania, urwania i wyrwania
Przerwanie polega na pominięciu środkowej części przedmiotu. Obie części przerwanego widoku ogranicza się linią zygzakową lub falistą. Urwanie natomiast jest to pominięcie np. końcowej części przedmiotu.
Wyrwanie jest miejscowym przekrojem pokazywanym w widoku. Granicę wyrwania oznacza się cienką linią falistą lub zygzakowatą. Wyrwany materiał kreskuje się jak przekrój.

Przykład wyrwania i przerwania

### Kreskowania
Do kreskowania elementów rysunku w przekrojach i wyrwaniach stosuje się różne style w celu pokazania rodzaju materiału użytego do wykonania elementu. Rysunek poniżej pokazuje przykładowe style kreskowań dla różnych materiałów konstrukcyjnych.

Wzory kreskowania:
1. metal
2. tworzywa sztuczne, guma
3. szkło, materiały przezroczyste
4. ciecze, [według normy PN-88/N-01607 także gazy]
5. materiały ceramiczne, ceramika
6. beton
7. beton zbrojony
8. kamień naturalny
9. materiały sypkie
10. gips, tynk, azbestocement
11. drewno w przekroju poprzecznym
12. drewno w przekroju wzdłużnym
13. pustaki szklane
14. drewniane płyty konstrukcyjne
15. izolacja przeciwwilgociowa
16. grunt naturalny

### Wymiarowanie
Istotną częścią rysunku technicznego jest wymiarowanie. Jego celem jest dostarczenie pełnej informacji na temat wielkości elementu i jego poszczególnych części. Istnieje wiele szczegółowych zasad wymiarowania, które mają na celu zapewnienie przejrzystej, spójnej i zupełnej informacji. Wymiaruje się wielkości liniowe, kątowe, promienie, średnice, zbieżności itd.
Jeden wymiar pozostawiony jest zawsze jako wynikowy, w którym mają skumulować się ewentualne niedokładności wykonania. Linie wymiarowe, jeśli to tylko możliwe, nie powinny przecinać się nawzajem. Należy także unikać przecinania nimi krawędzi wymiarowanego obiektu.

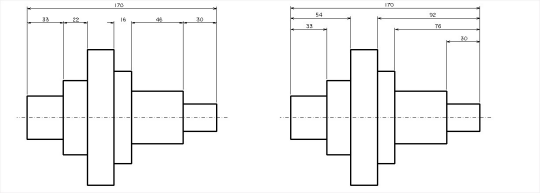
Przykłady wymiarowania. Wałek zwymiarowany przy użyciu dwóch różnych stylów (łańcucha wymiarowego i wymiarowania do linii bazowej). W celu zachowania przejrzystości, nie pokazano wymiarów średnic, które normalnie na rysunku tego typu by się znalazły.

### Stopnie uproszczenia
Rysunek techniczny jest pewną formą idealizacji rzeczywistości. Proces tej idealizacji nazywa się uproszczeniem. W rysunku maszynowym stosuje się rysunek dokładny i dwa stopnie uproszczenia. 

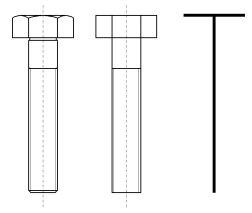
Upraszczanie na przykładzie śruby.
Od lewej: rysunek dokładny, I stopień uproszczenia, II stopień uproszczenia

### Rodzaje rysunków
W rysunku technicznym maszynowym wyróżnia się dwa podstawowe typy rysunków:
Rysunek złożeniowyrysunek całej maszyny, urządzenia, zespołu lub podzespołu ze wszystkimi elementami wchodzącymi w jego skład. Zwykle przedstawia pewną liczbę widoków, przekrojów i detali. Może mieścić się na jednym arkuszu, lub zajmować większą ich liczbę. Na rysunku złożeniowym umieszcza się tylko podstawowe, gabarytowe wymiary. Wszystkie elementy urządzenia muszą być zidentyfikowane i opisane w tabeli. Przy opisie elementu typowego odsyła się do katalogu lub odpowiedniej normy. Dla elementów nietypowych odsyła się do odpowiedniego rysunku wykonawczego. Na rysunku złożeniowym podaje się wszystkie instrukcje montażowe. Oznacza się też wszystkie pasowania.
Rysunek wykonawczyrysunek jednego elementu z uwzględnieniem wszystkich wymaganych przekrojów i detali (mogą być umieszczone na oddzielnym arkuszu). Element na rysunku wykonawczym musi być zwymiarowany w możliwie najpełniejszy sposób. Jeśli tylko jest to potrzebne, podaje się na rysunku wykonawczym informacje na temat tolerancji, sposobu wykańczania powierzchni i obróbki cieplnej elementu. Na rysunku podaje się także informację o materiale, z którego ma być wykonany oraz przybliżoną masę i moment bezwładności, gdy to jest wymagane.

### Uwaga
Zasady rysowania poszczególnych elementów mechanicznych zostały pokazane przy omawianiu tych elementów w grupie artykułów podstawy konstrukcji maszyn.